# Got to Be There (album)
Got to Be There is het debuutalbum van Michael Jackson, uitgebracht door Motown op 24 januari 1972. Het bevat het nummer met dezelfde naam wat in de herfst van 1971 werd uitgebracht als Jacksons debuutnummer als soloartiest.

## Informatie
Motown bracht het debuutalbum van Jackson gelijktijdig uit met het debuutalbum van een lid van een andere muzikale familie, Donny Osmond, die hits had met "Sweet & Innocent" en "Puppy Love". Het debuut van Jackson en Osmond liep bijna parallel, Jackson scoorde een hit met "Rockin' Robin" en Osmond met "Puppy Love". Het album bevat ook covers van Bill Withers' "Ain't No Sunshine", Carole Kings "You've got a friend" en "Love Is Here and Now You're Gone" van The Supremes.

## Tracklist
1. "Ain't No Sunshine"
2. "I Wanna Be Where You Are"
3. "Girl Don't Take Your Love From Me"
4. "In Our Small Way"
5. "Got to Be There"
6. "Rockin' Robin"
7. "Wings of My Love"
8. "Maria (You Were the Only One)"
9. "Love Is Here and Now You're Gone"
10. "You've Got a Friend"